# سن لوئیس (آریزونا)
سن لوئیس (به انگلیسی: San Luis) شهری در شهرستان یوما ایالت آریزونا است که در سرشماری سال ۲۰۱۰ میلادی، ۲۵٬۵۰۵ نفر جمعیت داشته است. سن لوئیس، به‌طور رسمی در تاریخ ۱۹۷۹ میلادی به‌عنوان یک شهر شناخته شد.